# Soltendieck
Soltendieck est une commune allemande de l'arrondissement d'Uelzen, Land de Basse-Saxe.

## Géographie
Soltendieck se trouve dans la lande de Lunebourg.
| Wrestedt       | Suhlendorf  |         |
| Bad Bodenteich | Soltendieck | Schnega |
|                | Dähre       |         |

La commune regroupe les quartiers de  Bockholt, Heuerstorf, Kakau, Kattien, Müssingen, Thielitz et Varbitz.

## Histoire
Soltendieck est mentionné pour la première fois en 1289 sous le nom de "Saltendike" et en latin de "bona slavicalia".

## Source, notes et références
- (de) Cet article est partiellement ou en totalité issu de l’article de Wikipédia en allemand intitulé « Soltendieck » (voir la liste des auteurs).